# 懸念表明 (論文)
論文の懸念表明（けねんひょうめい、英: Expression of concern）とは、学術雑誌の編集者や出版社が、すでに出版された論文の信頼性に重大な疑義が生じた場合に、その論文に対して発行する公式な通知である。この通知は、論文が後に撤回や修正される可能性があることを、読者に対して事前に知らせる目的で行われる。

## 概要
懸念表明は、論文の著者による研究不正（捏造、改竄、盗用など）や倫理的問題、重大な方法論的な誤り、またはデータの不整合などが疑われる場合に発行される。これにより、編集部が調査を行っている間、読者にその論文の信頼性に関して注意を促す。
通常、懸念表明は論文に明示的にリンクされ、内容には調査中であることや、問題となっている点の概要が記載される。

## 基準
懸念表明の発行には明確な国際的基準があり、多くの学術雑誌は出版規範委員会（COPE: Committee on Publication Ethics）のガイドラインに基づいて対応している。
COPEによれば、以下のような場合に懸念表明が適切とされている：
- 著者の研究不正が疑われているが、著者の所属機関での調査が完了していない場合
- 論文に重大な問題があるが、十分な証拠がまだ揃っていない場合
- 不正行為の疑いについて、公正かつ中立的、または決定的な調査が行われていない、あるいは行われる見込みがないと編集者が判断する場合

## 撤回との違い
懸念表明は、論文がまだ撤回される段階には至っていない場合に出される。一方、調査の結果、論文に重大な誤りや不正が確認された場合は、論文は正式に撤回されることになる。
懸念表明は、調査の終了後に以下のいずれかの措置に更新される：
- 撤回（Retraction）
- 訂正（Correction）
- 懸念表明の撤回（論文に問題がなかった場合）

## 懸念表明された論文の取り扱い
懸念表明が出された論文は、正式に撤回された論文とは異なり、依然として公開・閲覧可能な状態にある。しかし、論文の信頼性や内容の妥当性について重大な疑義が示されているため、その取扱いには慎重を要する。

### 学会発表における取り扱い
懸念表明の対象となっている論文のデータや主張を根拠とする学会発表を行う場合、以下の点に注意が必要である：
- 該当論文が懸念表明の対象であることを明示し、その理由や現在の状況（例：調査中、機関による対応なし等）を説明する。
- 研究成果の再現性や信頼性に不確実性があることを聴衆に伝える。

学会によっては、懸念表明のある論文を根拠とする発表に制限や事前申告を求める場合もあるため、事前にガイドラインを確認することが望ましい。
懸念表明を受けた論文について、その事実を意図的に開示せずに学会発表を行うことは、その行為自体が重大な研究倫理違反と見なされるおそれがあり、厳に慎むべきである。

### 論文引用における注意点
懸念表明された論文を他の研究論文やレビュー論文で引用する際には、以下の配慮が推奨される：
- 引用箇所に注釈を付けて「この論文には懸念表明が出されている」ことを明示する。
- 文献リストでは、可能であれば懸念表明の通知（例えばジャーナルによる Expression of Concern の記録）も併せて記載する。
- 当該論文を主たる根拠とせず、他の独立した研究成果と併せて検討する。

## 懸念表明された論文の事例
- 新型コロナウイルス感染症におけるヒドロキシクロロキンの有効性研究(2020年)[2]：ヒドロキシクロロキンの有効性と安全性について大規模な解析が報告された。しかし、使用されたデータの出所とその信頼性について広範な疑義が寄せられたため、編集部は懸念表明を発行した。また調査の結果、データに対する検証が不可能であると判断され、論文は後に撤回された。
- ラットの食道再建のための間質細胞移植実験(2016年)[3]：ラットの食道再建のため、生体外で作製した食道組織を移植する技術が報告された。しかし、論文内の画像データや数値データについて疑義が寄せられたため、懸念表明が発行された。その後、論文は著者らによって撤回された。